# Итапетининга
Итапетининга (порт. Itapetininga)  —  муниципалитет в Бразилии, входит в штат Сан-Паулу. Составная часть мезорегиона Итапетининга. Входит в экономико-статистический  микрорегион Итапетининга. Население составляет 143 097 человек на 2006 год. Занимает площадь 1 792,079 км². Плотность населения — 79,8 чел./км².

## История
Город основан 5 ноября 1770 года.

## Статистика
- Валовой внутренний продукт на 2003 составляет 1.338.471.556,00 реалов (данные: Бразильский институт географии и статистики).
- Валовой внутренний продукт на душу населения на 2003 составляет 9.910,64 реалов (данные: Бразильский институт географии и статистики).
- Индекс развития человеческого потенциала на 2000 составляет 0,786 (данные: Программа развития ООН).

## География
Климат местности: субтропический. В соответствии с классификацией Кёппена, климат относится к категории Cfb.